# 馬里亞尼夫卡 (卡霍夫卡區)
46°34′8″N 33°54′39″E / 46.56889°N 33.91083°E
馬里亞尼夫卡（烏克蘭語：Мар'янівка）是位於烏克蘭南部的村莊，由赫爾松州卡霍夫卡區的塔夫里昌卡市鎮負責管轄。該村始建於1905年，面積0.72平方公里，海拔高度31米，2001年人口582，人口密度每平方公里806.1人。